# Liste des îles de Suisse
Cet article présente une liste des îles de Suisse. La Suisse est pourvues en îles lacustres et en îles fluviales.  

## Introduction
La Suisse n'a pas d'accès côtier à la mer mais compte, selon l'office suisse de la topographie, plus de 300 îles lacustres et fluviales.
Certaines îles suisses ont perdu leur caractère insulaire comme l'île de Saint-Pierre qui est devenue une presqu'île depuis la Correction des eaux du Jura. D'autres sont artificielles, comme l'île d'Ogoz créée par un lac de retenue, ou l'île de Saffa créée à l'occasion de l'exposition suisse du travail des femmes en 1958. Certaines, comme l'île de Werd et la Werdinsel, ont des noms qui prêtent à confusion, d'autres, comme l'Île sur le Rhône à Genève, n'ont pas de nom du tout.

## Îles lacustres

### Lac de Bienne

#### L'Île Saint-Pierre
D'une surface de 1 500 000 m2, c'est, depuis les corrections des eaux du Jura, une presqu'île reliée à la terre par une langue de terre. Un prieuré y fut construit par les clunisiens. Jean-Jacques Rousseau séjourna six semaines pendant l'année 1765.

#### L'Île aux oiseaux
L'Île aux oiseaux est situé à l'embouchure de la Suze.

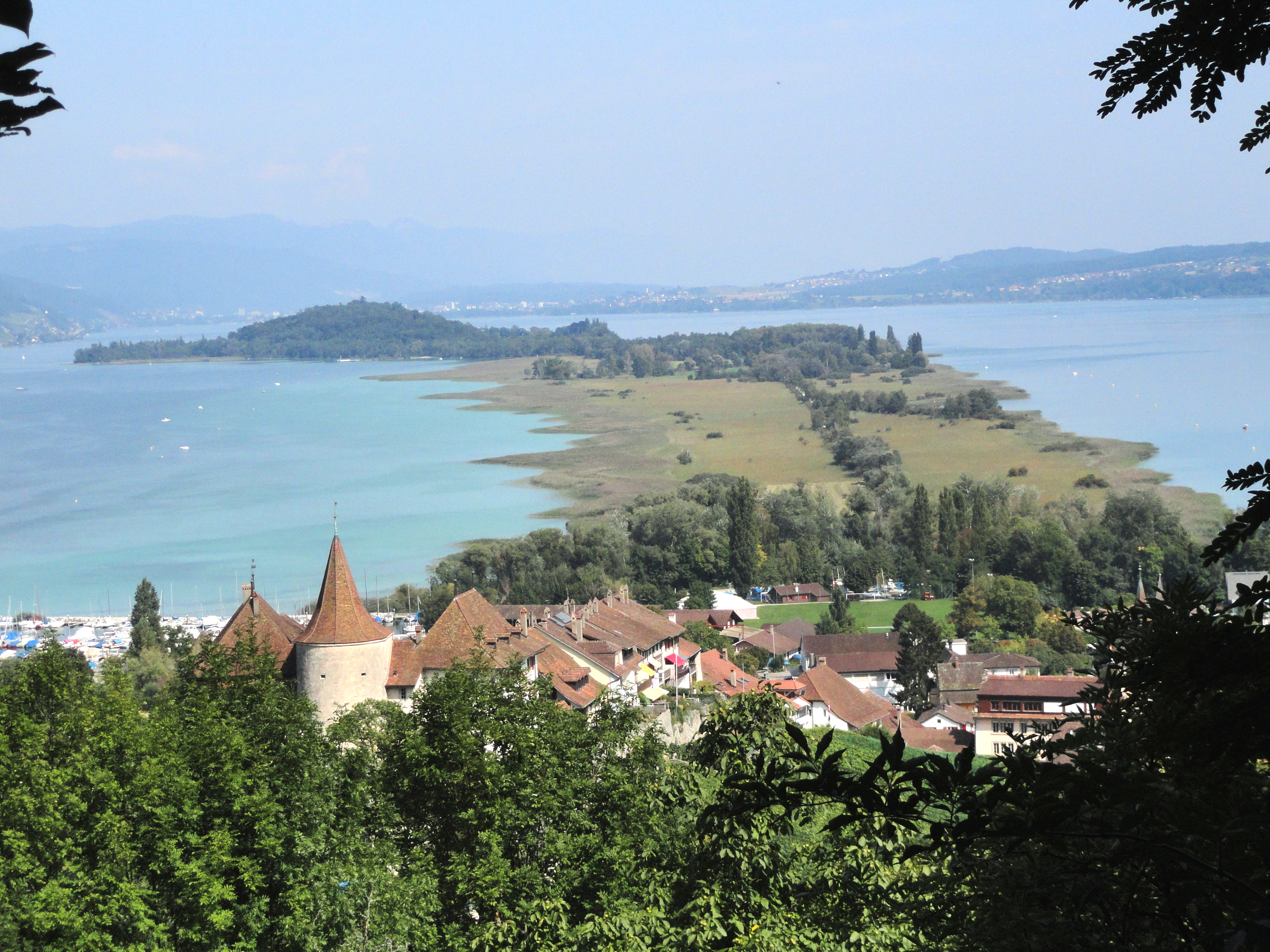
L'Île de Saint-Pierre, depuis la Correction des eaux du Jura, est une presqu'île .
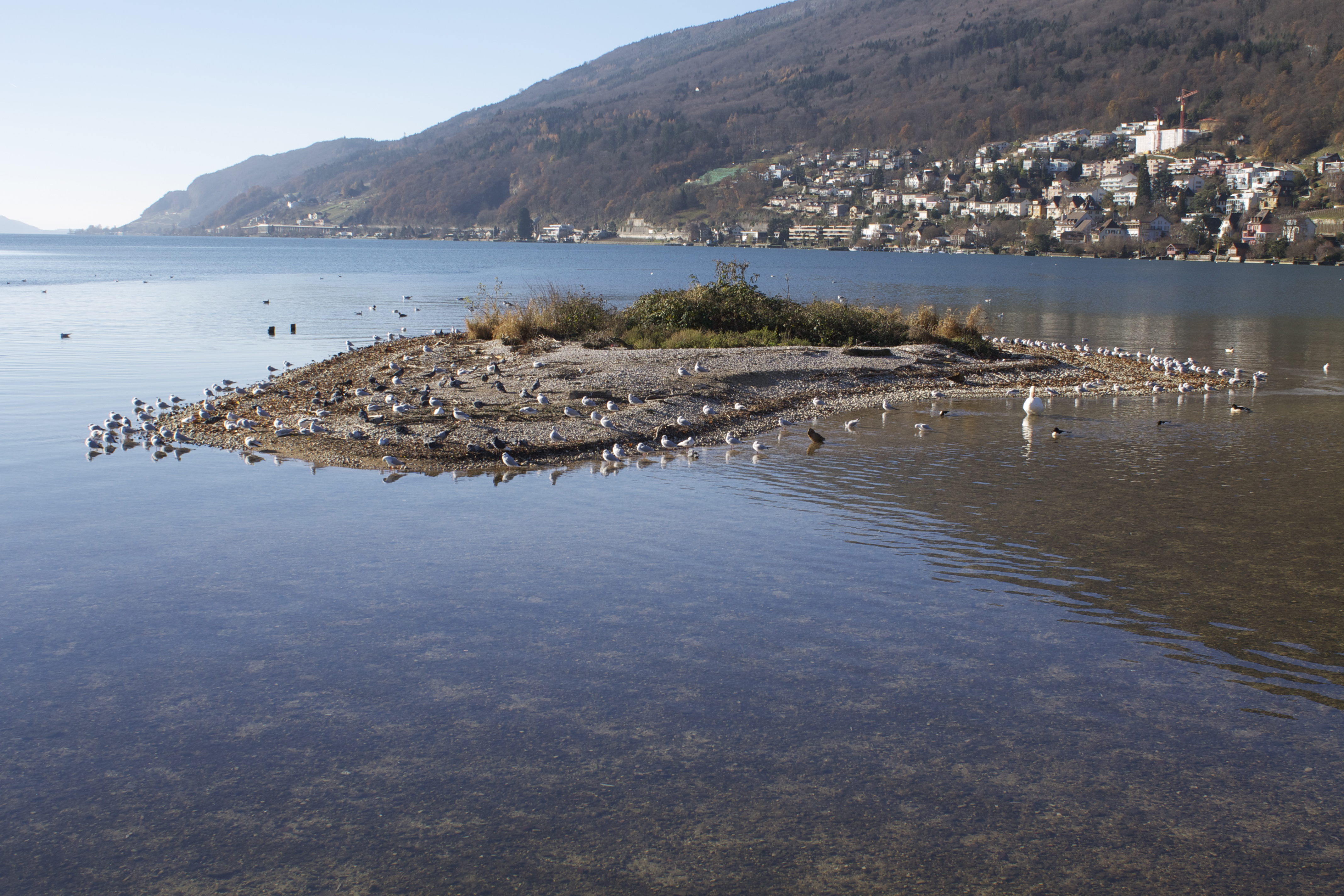
Vogelinsel, l'Île aux oiseaux à l'embouchure de la Suze.

### Lac de Brienz

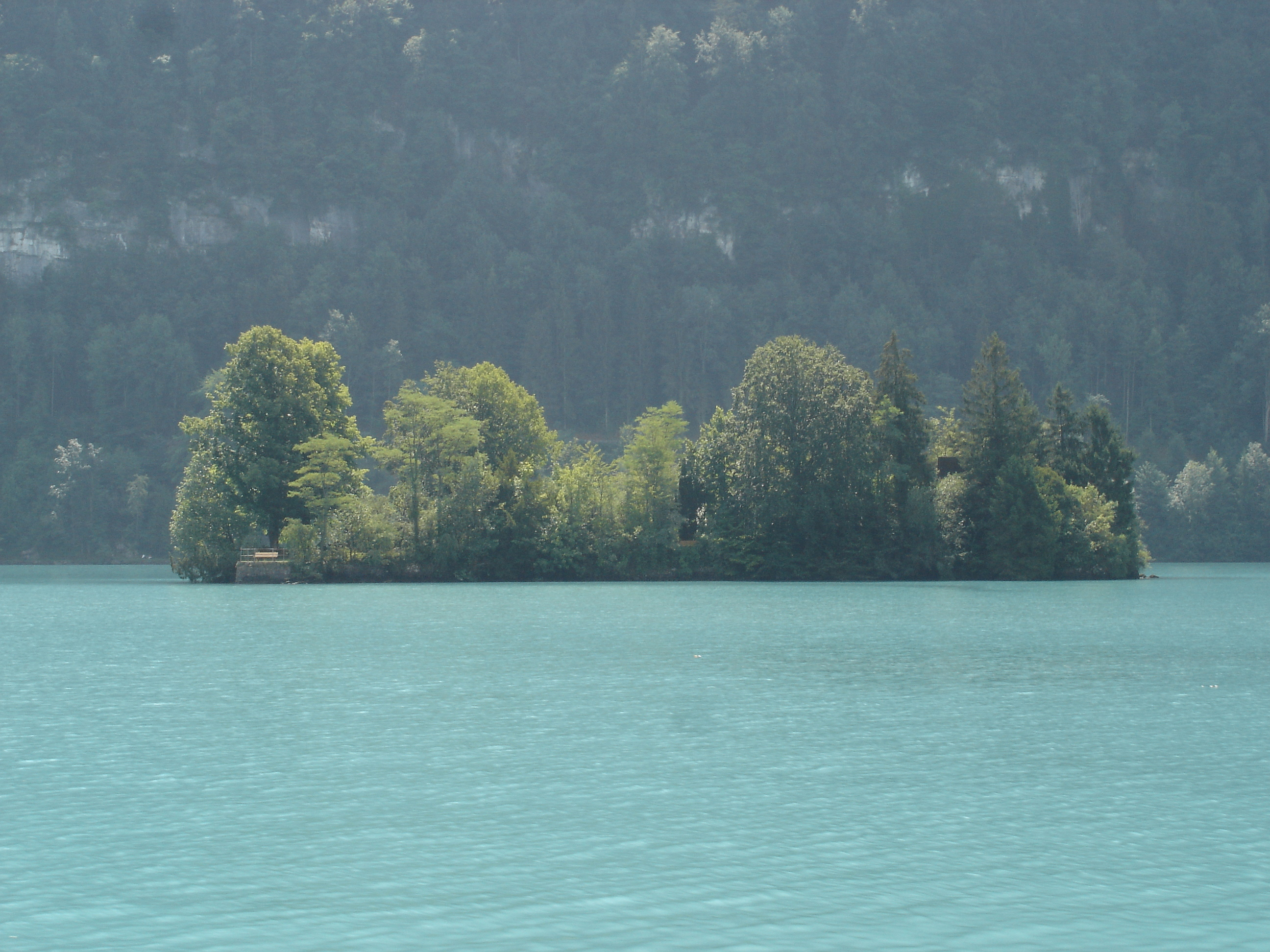
Schnäggeninseli

### Lac de Constance

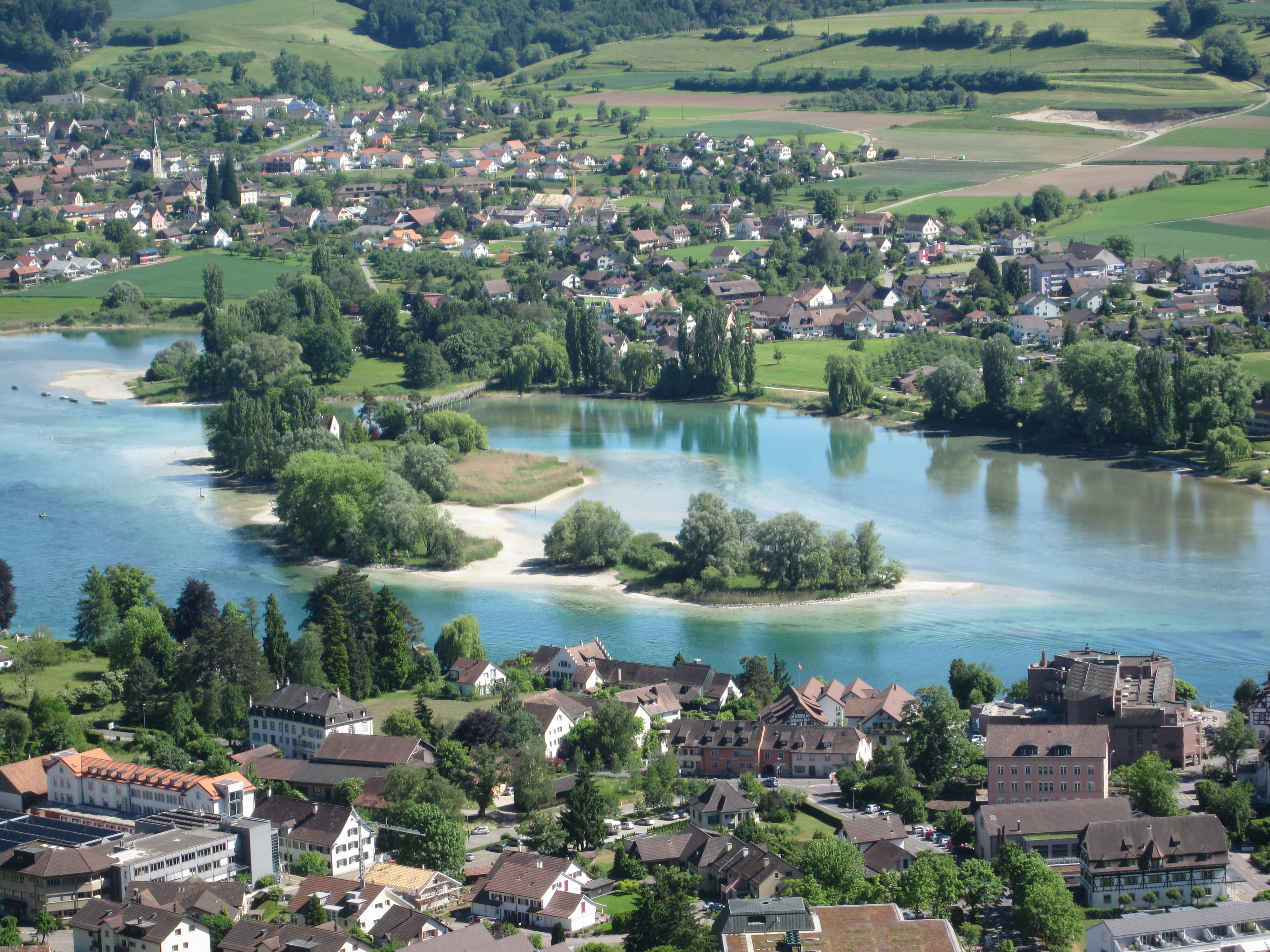
Les Werdinseln.

Les Werdinseln sont un ensemble d'îles sur le lac de Constance situées entre Stein am Rhein et Eschenz. Le term Werd en allemand signifiant île fluviale, on le retrouve dans d'autres toponymes d'îles, comme Werdinsel. Cet archipel compte trois îles, Werd, Mittleres Werdli, Untere Werdli.

### Lac de la Gruyère

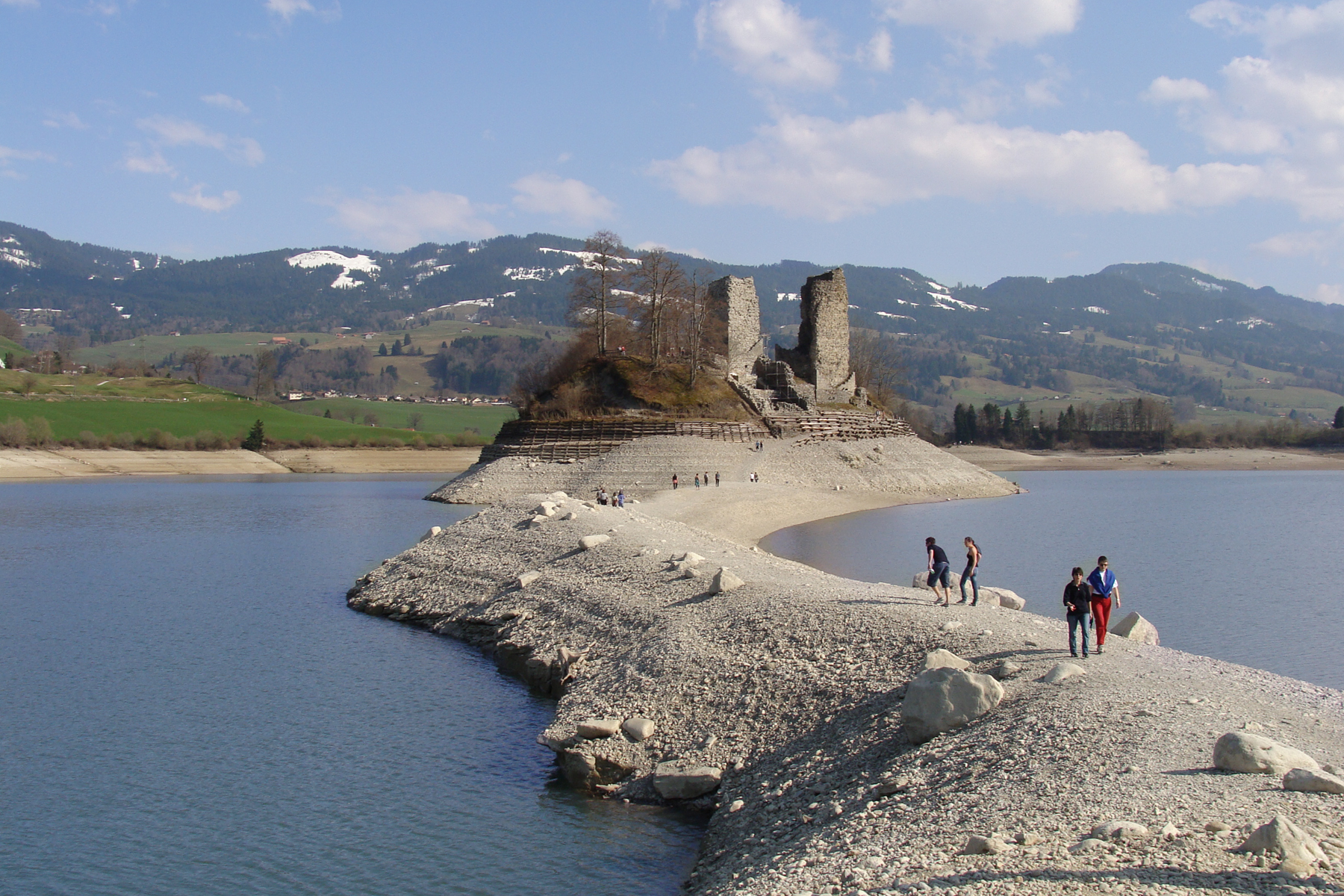
L'Île d'Ogoz, alors que le lac de Gruyère est volontairement baissé pour prévenir la fonte des neiges.

### Lac de Lauerz
- Roggenburg (Île)
- Île de Schwanau

### Lac Léman

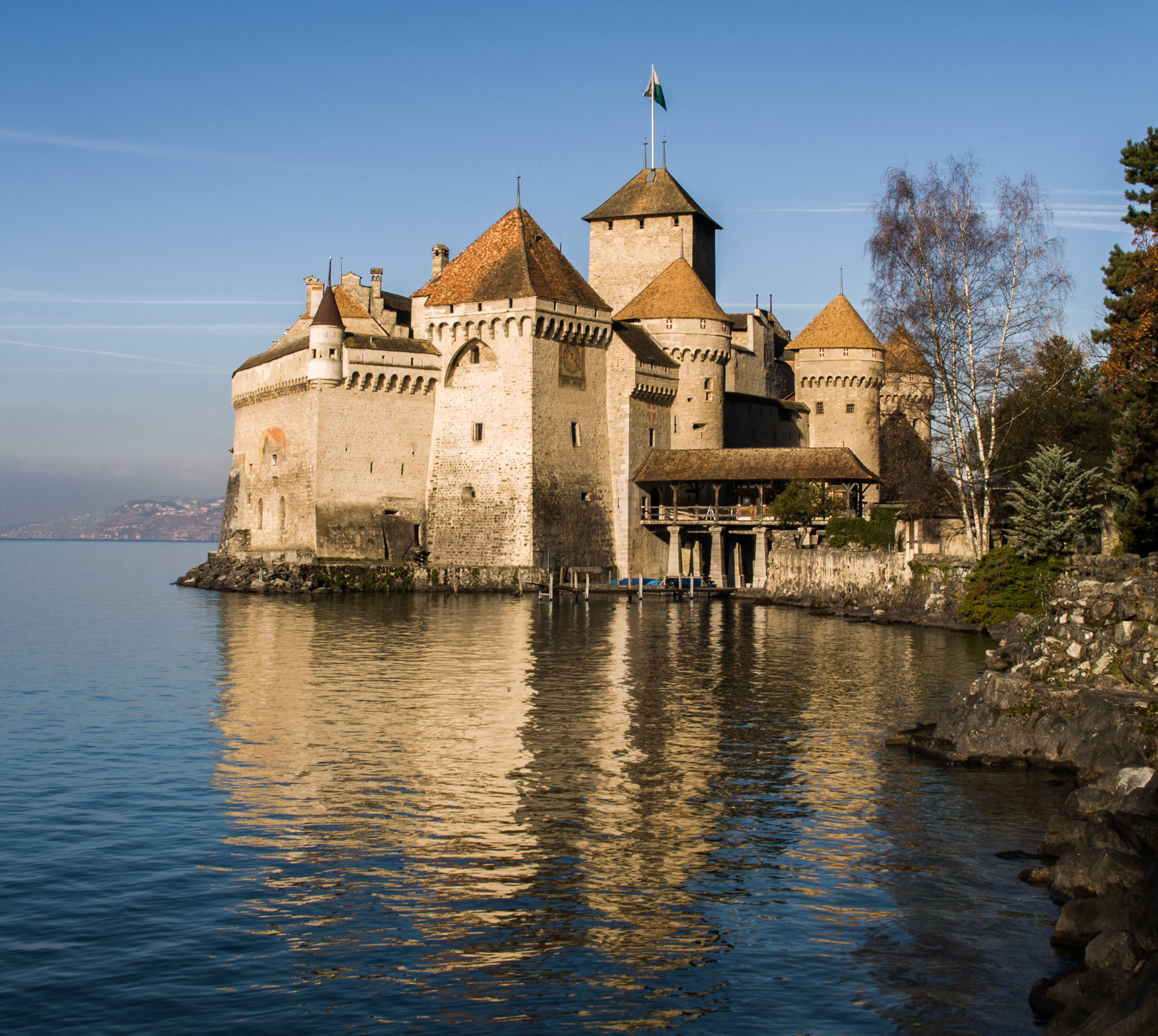
Château de Chillon construit sur l'île du même nom.

- Île de Chillon
- Île de Choisi
- Île de la Harpe
- L'Île aux Oiseaux une île artificielle construite pour servir de refuge aux oiseaux migrateurs.
- Île de Peilz, décrite par Lord Byron dans son poème The Prisoner of Chillon[4].
- Île Rousseau
- Île de Salagnon

### Lac Majeur
- Îles de Brissago
- Île de San Pancrazio

### Lac de Mauensee
- Schlossinseli

### Lac de Sils
- Chaviolas

### Lac de Walenstadt

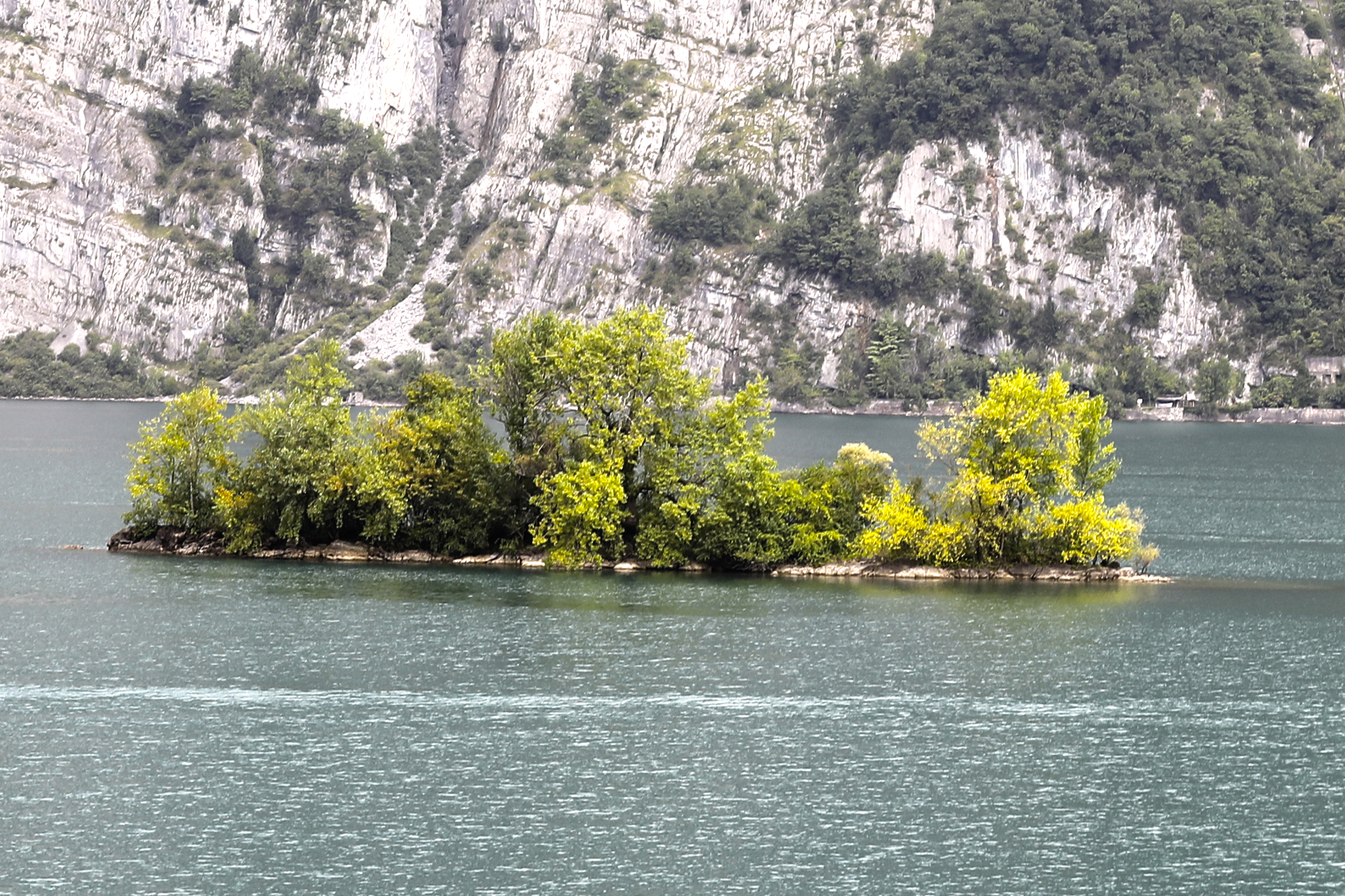
Schnittlauchinsel

### Lac de Zurich

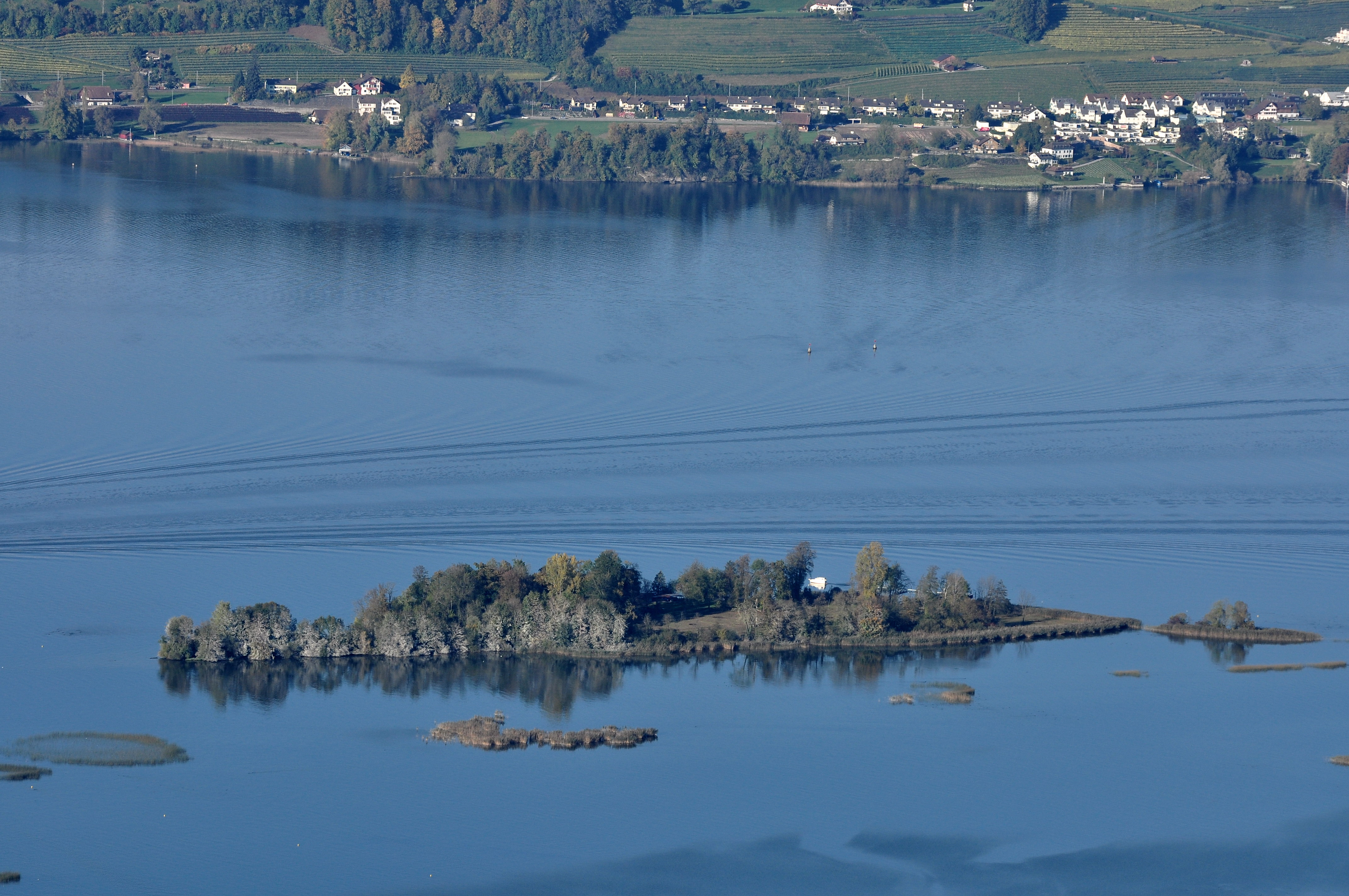
Lützelau.
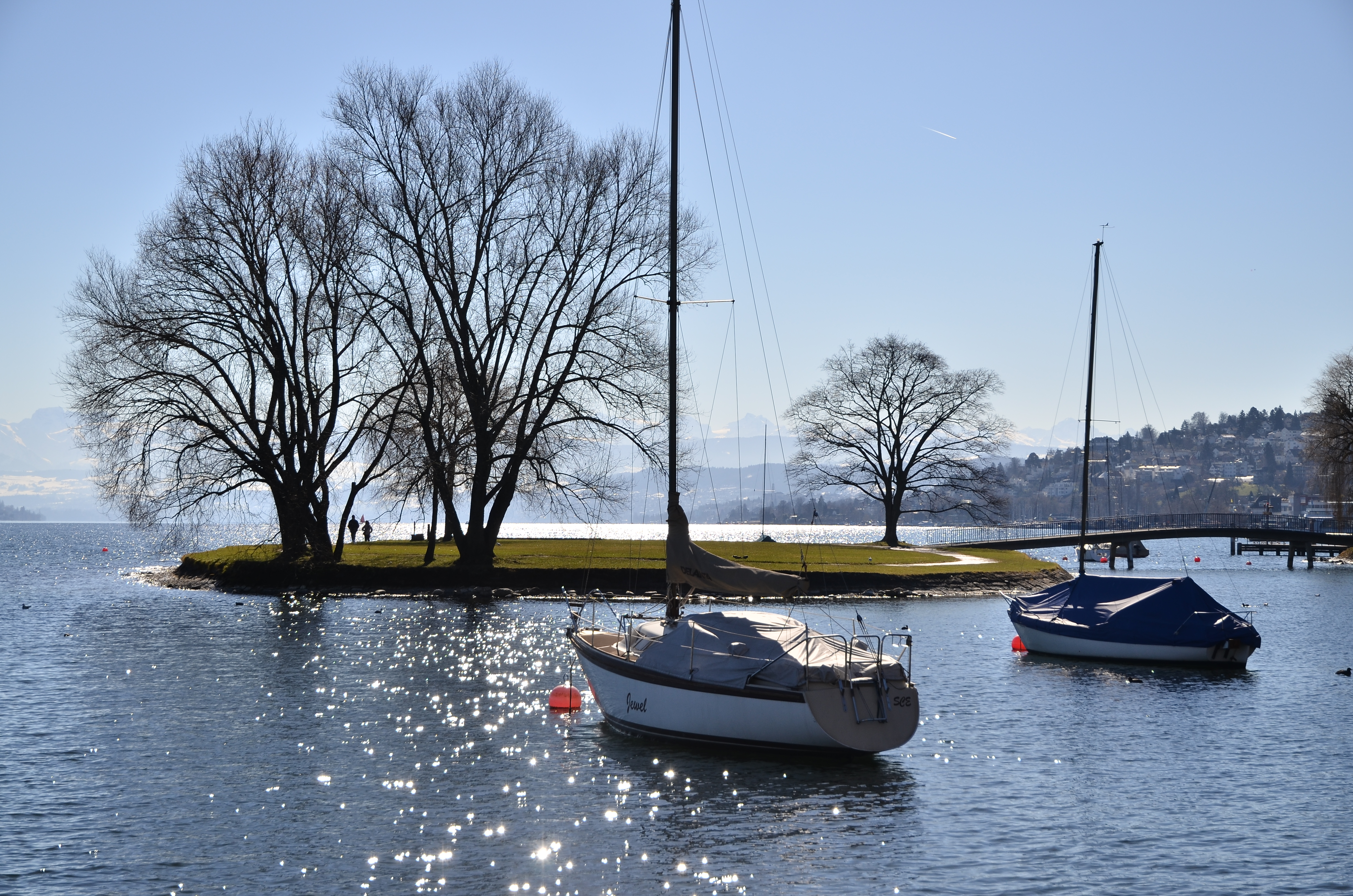
Île artificielle de SAFFA, créé en l'honneur du travail des femmes.
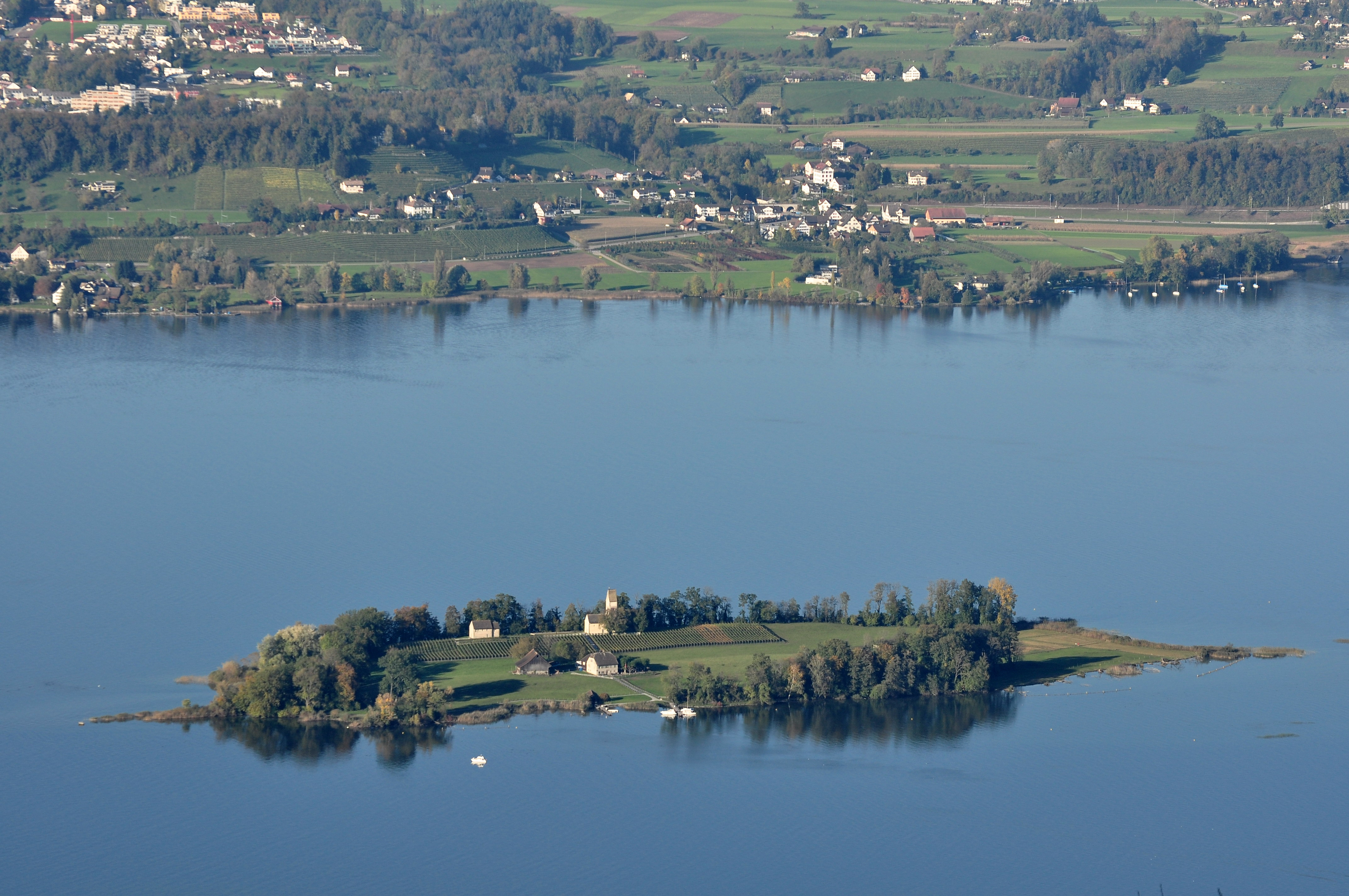
Ufenau, la plus grande île de Suisse.
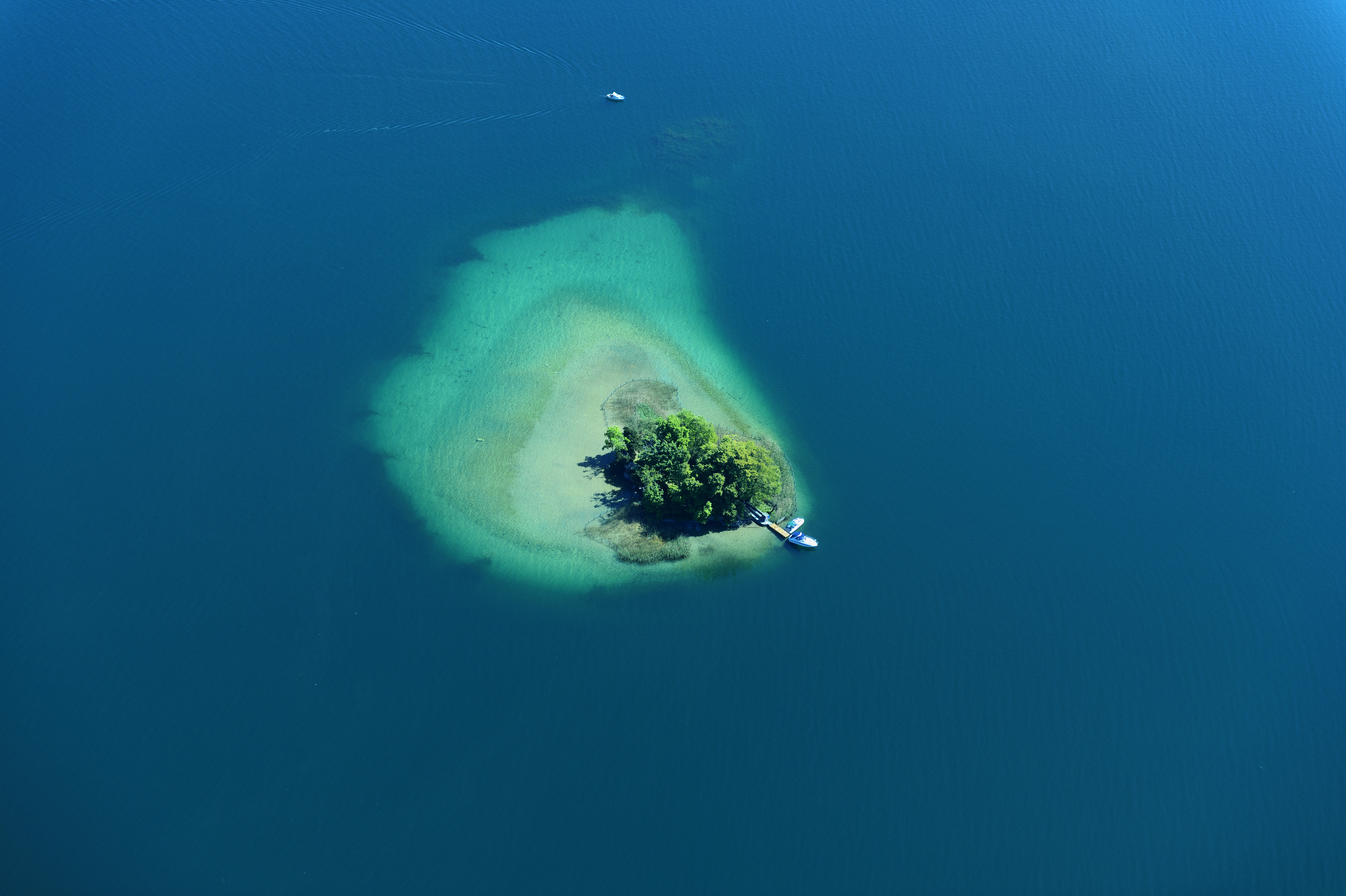
Île Schönenwerd

- Haab-Inseli, île artificielle[5].

## Îles fluviales

### L'Aar
- Bälliz-Freienhofgasse, est un quartier de la ville de Thoune
- Beznau île artificielle
- Länggrien
- Vogelraupfi

### L'Arve
- L'Île aux Castors[6].
- Centrale électrique de Vessy

### LeDoubs
- Île du Milieu (Doubs)

### LaLimmat
- Bauschänzli
- Île Grien
- Werdinsel, ne pas confondre avec l'île de Werd
- Papierwerd, île disparue en 1950 avec l'assèchement d'un bras de la Limmat et la construction du siège de la société Globus[7],[8].

### LeTalent
- Île de Bavois

### LeTessin
- Île de Giornico

### LeRhin
- Abbaye de Rheinau
- Centrale hydroélectrique de Birsfelden
- Fridolins-Insel

### LeRhône
- L'Île à Genève[9].
- Île Rousseau

### LaVenoge
- Île de Penthaz

### Le canal de Fully-Saillon
- Île des Follatères, recrée l'environnement naturel d'une île du vieux rhône[10].